# Condado de Gascuña
El condado de Gascuña o de Guasconia fue una entidad feudal de la Alta Edad Media creada por Carlomagno en Aquitania en el 781.

## Historia
El hijo de Carlomagno, Ludovico Pío, recibió el Condado de Gascuña sobre la base del Ducado de Vasconia y rápidamente se adaptó a las costumbres de los habitantes del territorio, los Uuasconum (vascones). Así, en el 785, cuando es llamado por el emperador carolingio a la corte de Paderborn, se presentó a la usanza vascona acompañado de otros jóvenes de su misma edad vistiendo un traje que se componía de una túnica exterior redonda, camisa de mangas sueltas, calzones largos, calzas con espuelas y una lanza arrojadiza en la mano.
El condado se organizó en torno a la ciudad de Bayona y el valle del río Adur, manteniendo la tradicional estrecha relación cultural con los territorios de Spanoguasconia y de la vertiente hispana de los Pirineos.

### Asaltos vikingos a la región

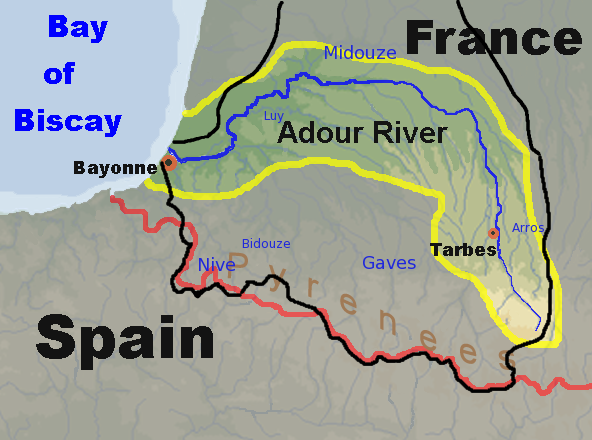
Situación del valle del río Adur, en cuyo curso bajo se estableció inicialmente el condado de Gascuña.

Si bien los registros en la región del Adur son escasos desde su establecimiento hasta los próximos 150 años, en el año 886 García Sánchez II se cita con el título comes et marchio en limitibus Oceani (en latín: "Conde y Margrave de los límites del mar"). Algunos asaltos escandinavos son atestiguados durante este período. En especial asaltos aguas arriba de las orillas del Adur, destruyendo también monasterios.
Tras lo cual no se oye hablar de ahí en adelante de asaltos escandinavos. Algunos escandinavos se establecieron en la desembocadura del Adur cerca de Bayona, y en otras zonas costeras, hasta que fueron definitivamente derrotados por Guillermo II Sánchez de Gascuña en el año 982.

### ElsigloXIy la desaparición del Condado
El conde Galindo II Aznárez de Aragón contrajo matrimonio con Acibella, hermana del conde García II Sánchez de Gascuña. El hijo de éste, Guillermo Sánchez de Gasconia, se unió en matrimonio con Urraca Garcés, hija del rey de Pamplona García Sánchez I, de cuyo matrimonio nació Sancho Guillén. Sancho Guillermo era el segundo hijo, y fue enviado a la corte de Nájera para que fuese educado. Pero el primogénito, Bernardo Guillén, murió asesinado el 25 de diciembre de 1009 y Sancho Guillermo fue el que heredó el condado de Gascuña y el condado de Burdeos, que su padre Guillermo Sánchez había incorporado a Gascuña en 977-978. De su época en Nájera, Sancho Guillermo había fraguado una grandísima amistad[cita requerida] con Sancho III de Navarra, lo que llevó a que ambos monarcas estuviesen siempre unidos con muy buenas relaciones.
En 1020, el Condado de Lapurdi y Bayona surgieron por primera vez en la misma zona como consecuencia de un tratado entre Pamplona y Gascuña. Un tratado que fue motivado por el apoyo del rey pamplonés al conde de Gascuña en sus enfrentamientos con el Conde de Toulouse.[cita requerida]
El 4 de octubre de 1032 falleció Sancho García sin descendientes varones, y el rey de Pamplona «comienza a incluir entre sus dominios el de Gascuña», en un posible intentó de hacerse con su gobierno. Pero fue su sobrino Eudes, hijo del duque de Aquitania y conde de Poitiers Guillermo el Grande, quien recibió el condado en 1033. En el año 1063 se produjo la fusión del condado con el ducado de Aquitania, reunidos por Guillermo VIII. No hay constancia de que en ningún momento Sancho III el Mayor «se erigiera en conde de Gascuña, ni siquiera en una pequeña parte que pudiera dar origen a la actual Baja Navarra.»
Posteriormente, el enlace de Leonor de Aquitania con Enrique de Plantagenet permitió la transferencia del condado y el territorio de Aquitania en dependencia feudal vasalla de los reyes de Inglaterra.